# Cristoforo Maroni
Cristoforo Maroni (Roma, 1350 circa – Roma, 4 dicembre 1404) è stato un cardinale e vescovo cattolico italiano.

## Biografia
Nato probabilmente a Roma, nel 1387 venne eletto vescovo di Isernia: abbandonò quella sede quando papa Bonifacio IX lo elevò alla dignità cardinalizia, nel concistoro del 18 dicembre 1389.
Fu titolare di San Ciriaco, priore commendatario del monastero dei Santi Alessio e Bonifacio e arciprete della basilica patriarcale di San Pietro in Vaticano: prese parte al conclave del 1404, dal quale uscì eletto papa Innocenzo VII.
Insieme ai cardinali Francesco Carbone Tomacelli e Bartolomeo Carafa, venne chiamato a mediare nella disputa tra il pontefice e il nobile romano Paolo Savelli per il controllo di alcuni castelli.
Morto nel 1404, venne sepolto in San Pietro.